# Стрельники
Стрельні́ки (словац. Strelníky) — село в Банськобистрицькому окрузі Банськобистрицького краю Словаччини. Перша письмова згадка про село датується 1465 роком.

## Населення
| Рік:            | 1994. | 2004.   | 2014.   | 2024.   |
| --------------- | ----- | ------- | ------- | ------- |
| Кількість осіб: | 848   | 808     | 782     | 740     |
| Різниця:        |       | -4,71 % | -3,21 % | -5,37 % |

| Рік:            | 2023. | 2024.   |
| --------------- | ----- | ------- |
| Кількість осіб: | 739   | 740     |
| Різниця:        |       | +0,13 % |

Етнічний склад населення станом на 2001 рік: словаки — 99,26 %.
Станом на 31 грудня 2012 року в селі проживало 779 осіб, з них 381 чоловік та 398 жінок.